# Kościół Ewangelicki Wyznania Augsburskiego w Słowenii

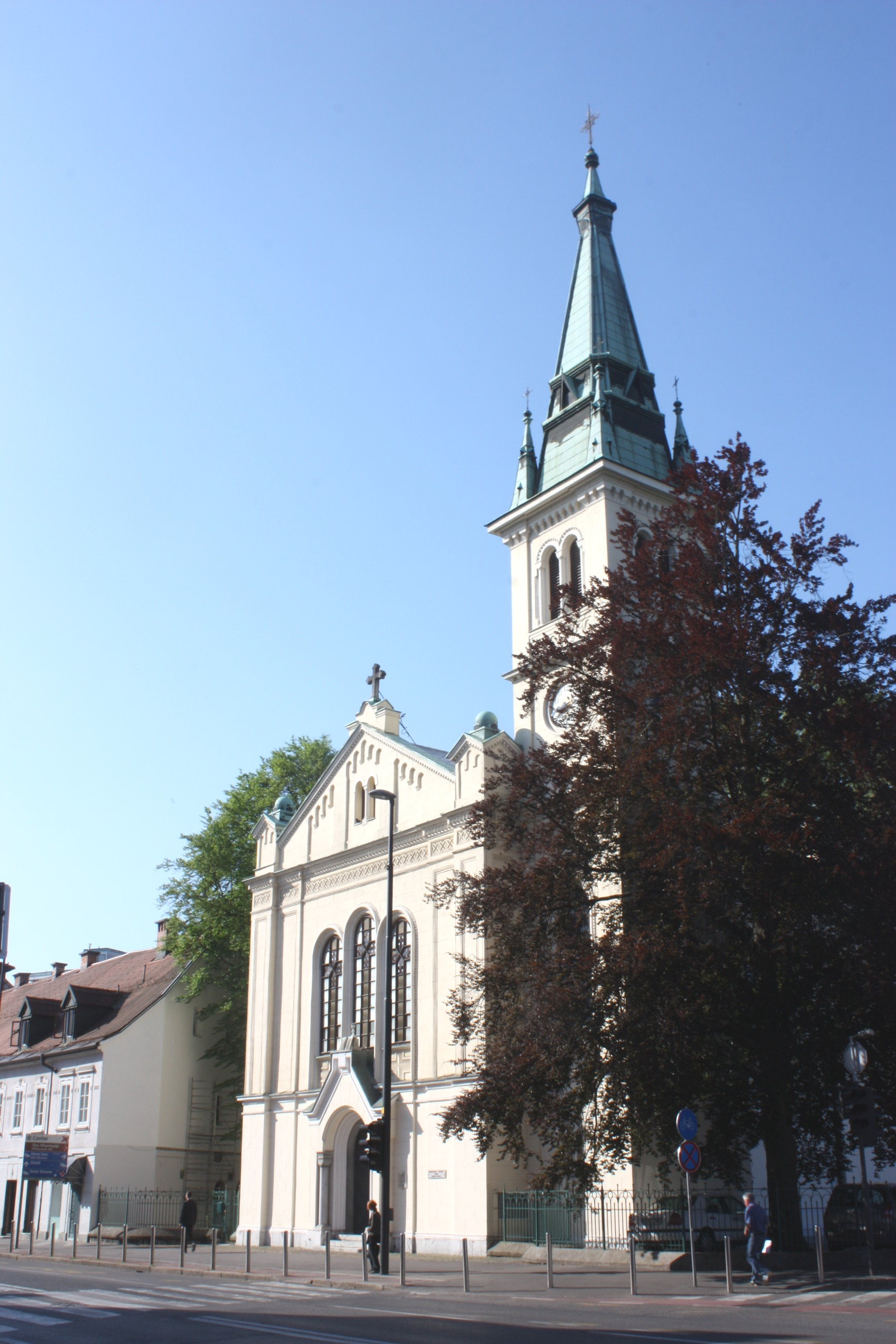
Kościół Primoža Trubara w Lublanie

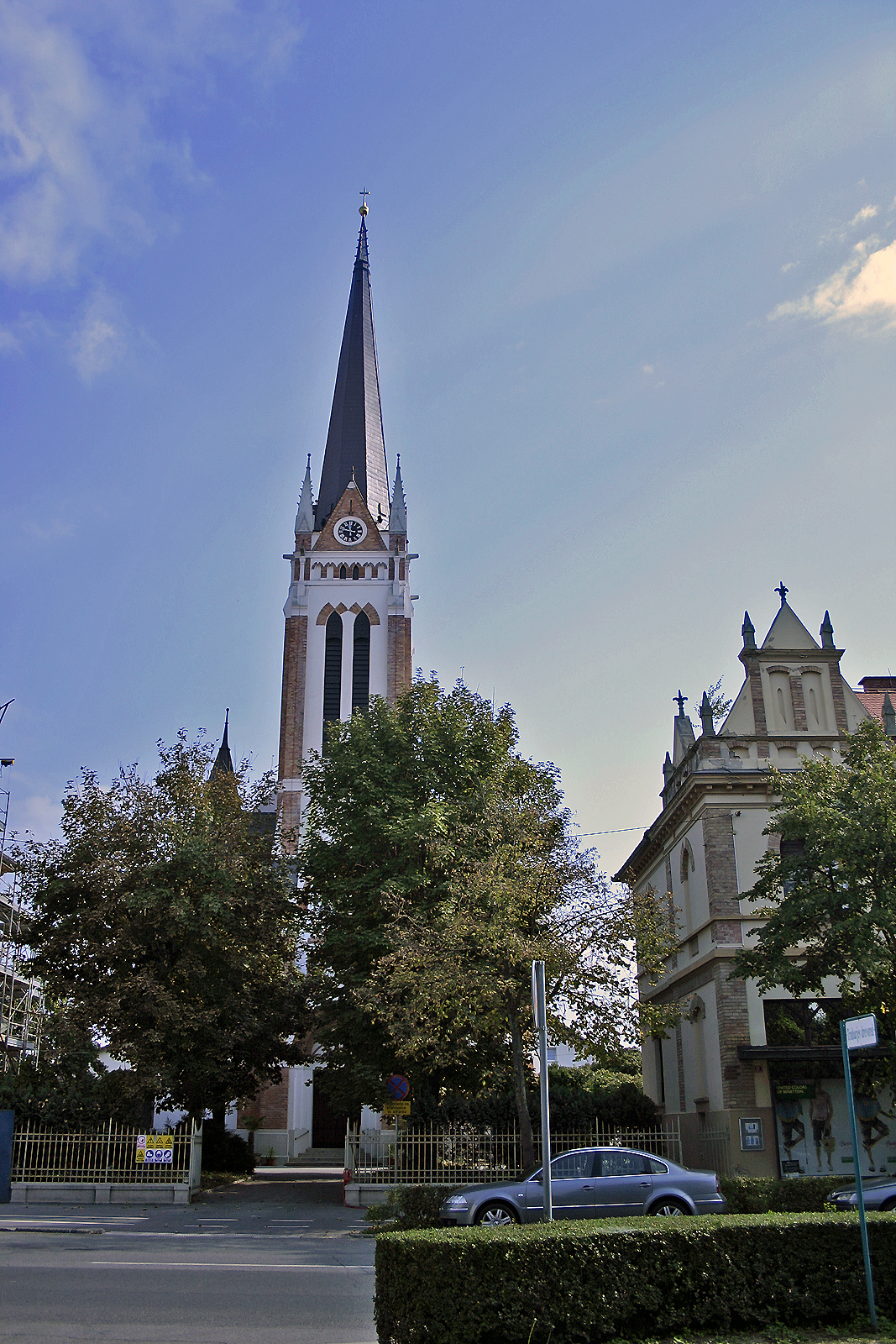
Kościół ewangelicki w Murskiej Sobocie

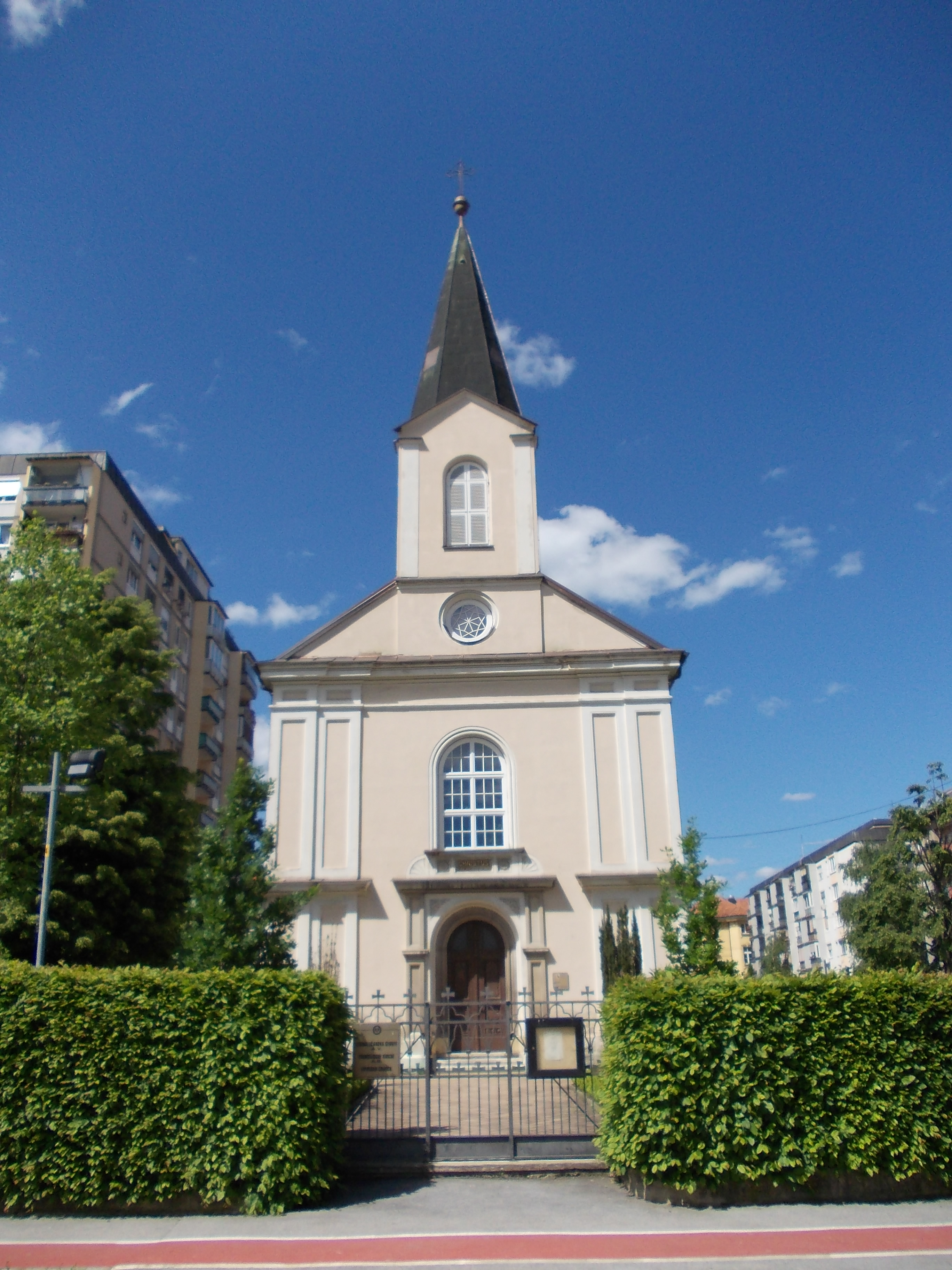
Kościół ewangelicki w Mariborze

Kościół Ewangelicki Wyznania Augsburskiego w Słowenii (słoweń. Evangeličanska cerkev augsburške veroizpovedi v Sloveniji) – kościół luterański w Słowenii, druga co do wielkości denominacja chrześcijańska w kraju. Jest członkiem Światowej Federacji Luterańskiej. W 2019 r. liczył około 20.000 członków.

## Historia
Reformacja na terenach dzisiejszej Słowenii pojawiła się w początkach XVI wieku. Pierwsza wzmianka o wpływach nowych idei pochodzi z 1521 r., kiedy to kapłan Pyrgl zobowiązał się do walki z luterańską doktryną. Centrum myśli reformacyjnej powstało w 1523 r. w Trieście za sprawą Petra Bonomo. Był on początkowo duchownym w Wiedniu, następnie objął urząd biskupa Triestu. Bonomo należał do zwolenników nowej nauki, swoją postawą wpłynął na dalszą działalność Primoža Trubara, głównego przedstawiciela reformacji i pisarza słoweńskiego. Do grona sympatyków Trubara zaliczali się kupcy, żołnierze, górnicy, a zwłaszcza studenci, którzy pobierali nauki na niemieckich uniwersytetach, na przykład w Lipsku, Wittenberdze, Tybindze, w Jenie i po powrocie do ojczyzny zaczęli szerzyć wśród ludzi nową wiarę, którą przyjęli podczas pobytu za granicą.
W 1528 r. książę prowincji Ferdynand rozpoczął walkę z protestantyzmem. Nakładał surowe kary na głosicieli idei protestantyzmu, a także na tych, którzy z powodu przynależności do nowego wyznania nie chcieli uregulować swoich materialnych zobowiązań wobec kościoła rzymskokatolickiego. Nakazał specjalnym komisjom zbadanie wszystkich prowincji Dolnej Austrii i miejscowej pozycji kościoła katolickiego. Wizyta komisji wykazała, że protestantyzm rozprzestrzenił się szczególnie w Dolnej Styrii. Ciągle rosła liczba miejsc, gdzie przyjmowano nowe wyznanie, niektórzy członkowie szlachty również popierali protestantyzm.
W latach 1530–1540 luteranizm rozprzestrzenił się pośród mieszczaństwa słoweńskiego. Obecność nowych doktryn religijnych w tej dekadzie stała się coraz bardziej widoczna w dużych miastach, szczególnie w Lublanie. W 1530 roku gubernator zażądał, aby zająć zdecydowane stanowisko przeciwko funkcjonującemu wówczas kręgowi protestanckiemu. Działalność wydawnictw ewangelickich zaczęła się szerzyć potajemnie.
Około 1535 r. Primož Trubar przybył do Lublany i objął stanowisko księdza w kościele św. Mikołaja. Trubar wkrótce stał się najbardziej znanym bojownikiem nowej filozofii religijnej w Lublanie. W wyniku zmian politycznych, został zmuszony do emigracji. W 1550 r. w Tybindze wydrukował słoweńskie tłumaczenie Katchizmu Marcina Lutra, zawierającego również Abecedarium, skróconą gramatykę słoweńską. Wydanie to jest uważane za pierwszą książkę w języku słoweńskim. Primož Trubar w 1584 r. nadzorował wydanie słoweńskiej Biblii, która została przetłumaczona przez Jurija Dalmatina.
Ośrodkiem szerzenia ewangelicyzmu stały się szkoły, w których aktywnie promowano umiejętność czytania w języku zwykłych ludzi, bez względu na wiek, płeć czy status społeczny. Wydawano również literaturę w języku słoweńskim.
Na mocy zasady cuius regio, eius religio, pod koniec XVI wieku rozpoczęto działania kontrreformacji. Biskup Lublany usprawiedliwiał sytuację, którą określał mianem nieporządku religijnego zasadą jeden pasterz – jedna owczarnia. Edukacją zaczęli zajmować się przybyli tutaj w 1597 r. jezuici, przyczyniła się ona do powrotu wielu wiernych do kościoła rzymskokatolickiego.
Kontrreformacja miała tutaj łagodniejszy przebieg niż w Czechach, jednak organizowane było palenie książek, wyburzanie protestanckich budynków, a także bezczeszczenie cmentarzy ewangelickich. Stosowano również przymusowe konwersje na katolicyzm. Protestantyzm zachował się północno-wschodniej części ziem zamieszkałych przez Słoweńców, pozostających częścią Królestwa Węgier. W niektórych górskich rejonach luteranizm był wyznawany potajemnie.
Dopiero patent tolerancyjny z 1781 r. wydany przez cesarza Józefa II zagwarantował ewangelikom pełnię praw obywatelskich. Posiedli oni swobodę wyznania oraz możliwość budowy własnych kościołów, pozbawionych jednak wieży, dzwonów i wejścia od strony ulicy. Kościół katolicki sprzeciwiał się nowym zasadom twierdząc, że przeczą one boskiemu i naturalnemu prawu.
Zrównanie praw katolików i ewangelików przyniósł dopiero Patent Protestancki z 1861 r., a następnie w 1867 r. zapis w konstytucji Austro-Węgier o równości wszystkich wyznań.
Pomimo statusu kościoła rzymskokatolickiego jako religia państwowej Słoweńców w Królestwie Serbów, Chorwatów i Słoweńców, a następnie Królestwie Jugosławii, kościół ewangelicki posiadał status zarejestrowanego, legalnie działającego związku wyznaniowego.

## Wiara
Nauka Kościoła Ewangelickiego Wyznania Augsburskiego opiera się na Biblii i jej księgach Starego i Nowego Testamentu, a także na pismach religijnych, będących prawdziwą interpretacją słów Biblii. Do pism tych należą: Apostolski symbol wiary, Nicejsko-konstantynopolitańskie wyznanie wiary i Atanazjańskie wyznanie wiary, Wyznanie augsburskie, Obrona Wyznania augsburskiego, Mały i Duży katechizm Marcina Lutra, Artykuły szmalkaldzkie oraz Formuła zgody. Za głowę całego kościoła powszechnego uważany jest Jezus Chrystus.

## Organizacja
Podstawową jednostką Kościoła Ewangelickiego Wyznania Augsburskiego w Słowenii jest gmina kościelna (zbór). Gmina kościelna jest samorządnym organem działającym w celu prowadzenia służby religijnej, edukacji chrześcijańskiej i wszystkich innych działań kościelnych, a także zarządzania materialnymi sprawami zboru. W skład słoweńskiego kościoła ewangelickiego wchodzi 14 gmin kościelnych:
- Apače
- Bodonci
- Domanjševci
- Gornji Petrovci
- Gornji Slaveči
- Hodoš
- Križevci
- Lendava
- Lublana
- Murska Sobota
- Maribor
- Moravske Toplice
- Puconci
- Selo